# Матвій
Матві́й  — українське чоловіче ім'я біблійного давньоєврейського походження (івр. מתתיהו, латиніз. Matithyāhū, Matithyāh, грец. Ματθαῖος, дос. «дар Ягве (Бога)»; буквально «людина Ягве», «дарований Ягве»). 
Зменшувальні форми імені — Матвійко, Матвієнько, Матвієчко, Матвійчик, Матвійцьо, Матюха, Матюша, Мацько, Матя. Від імені Матвій утворено кілька прізвищ: Матвієнко, Матвієнков, Матвєєнко, Матвєєнков, Матвіїв, Матвійків, Матвєєв, Матвєєвський, Матвєїчев, Матвєєвічев, Матвєйкін, Матюшин, Матюшкін, Матюхін, Матвійчук, Матвійчик, Матвійчиков, Матвійчуков, Матвіюк, Матвіюков, Матвєйчев, Матвійченко, Матвєйченко, Матяш, Матвієвич, Матвієвський, Мацкевич, Мацкевичус. В англомовних країнах — Метью (англ. Matthew).

## Персоналії
- Матвій (євангеліст)
- Матвій Паризький — англійський хроніст, історик.
- Матвій Корвін (1443—1490) — угорський король.
- Матвій Шаула (нар.?—1597) — запорізький гетьман, один з керівників козацького повстання (1594—1596) під проводом Северина Наливайка.
- Матвій Габсбург (1557—1619) — король Угорщини, Королівства Галичини та Володимирії, Королівства Богемії, імператор Священної Римської імперії з династії Габсбургів.
- Матвій Шанковський (1759 — 1814) — релігійний діяч, педагог.
- Матвій Хандога (1883—1948) — український письменник-самоук, громадський діяч, родом з Бібрки, Галичина.
- Матвій Стахів (1895—1978) — український правник, історик і суспільно-політичний діяч.
- Матвій Саф'ян (1910—2003) — український металург, учений в галузі вальцювального виробництва.
- Титлевський Матвій
- Шатульський Матвій
- Яворський Матвій
- Матвій Номис

## Прізвища
- Матвієнко — поширене українське прізвище, походить від імені Матвій.
- Матвіїв — українське прізвище, що утворене від чоловічого імені Матвій.
- Матвійченко — українське прізвище, що колись означало з родини Матвія.
- Матвійчук —  українське прізвище, що колись означало син Матвія.
- Матейко —  українське прізвище, що утворене від чоловічого імені Матей, варіанту чоловічого імені Матвій.
- Матеюк
- Матійко — українське прізвище, що утворене від чоловічого імені Матій, варіанту чоловічого імені Матвій.
- Матіяш —  українське прізвище, що утворене від чоловічого імені Матяш, варіанту чоловічого імені Матвій.
- Матюха —  українське прізвище, походить від чоловічого імені Матвій.
- Матюхін — прізвище, що колись означало син Матюхи - походить від чоловічого імені Матвій.
- Матюшин
- Матюшенко —  українське прізвище, що колись означало син Матюши - походить від чоловічого імені Матвій.
- Мацюк